# Ute Hochgrebe

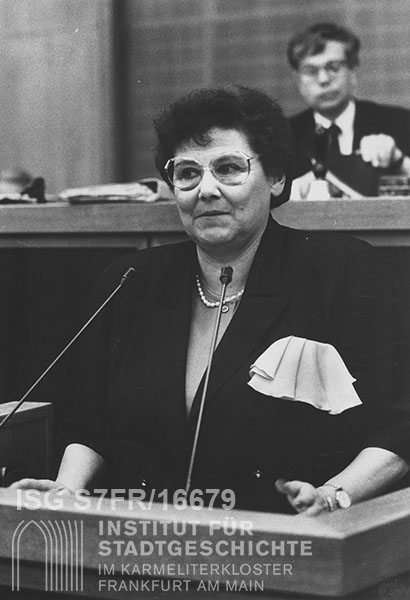
Ute Hochgrebe

Ute Hochgrebe (* 8. Juli 1931 in Berlin; † 8. September 2004 in Frankfurt am Main) war eine Kommunalpolitikerin der SPD in Frankfurt am Main, die von 1977 bis 2004 als Stadtverordnete und im Magistrat Frankfurts vor allem die Sozial-, Kultur- und Integrationspolitik mitprägte und sich für die Belange und Sicherheit von Frauen einsetzte. Für ihr umfangreiches ehrenamtliches Engagement und ihre Verdienste in Politik und Gesellschaft wurde sie 2002 mit dem Bundesverdienstkreuz am Bande ausgezeichnet. Die FAZ bezeichnete sie als „sozialdemokratisches Urgestein“.

## Leben
Ute Hochgrebe wurde am 8. Juli 1931 in Berlin geboren. Ihr Vater fiel im Zweiten Weltkrieg. Der Kontakt zur Mutter brach ab, nachdem sie aus der Kinderlandverschickung von Schlesien nach München geflohen war. Nach einer Station in Marburg (1948–1956), wo sie eine private Handelsschule besuchte und einer Tätigkeit in der Universitätsbibliothek nachging, kam sie nach Köln. Dort arbeitete sie als Vorstandssekretärin am Flughafen Köln-Wahn und heiratete den Journalisten Volker Hochgrebe, mit dem sie zwei Kinder hatte. 1965 zog die Familie ins Frankfurter Nordend. Dort engagierte sie sich aktiv für die Kommunalpolitik der SPD, bis sie überraschend am 8. September 2004 starb.

## Politik
Über ihr Engagement im Elternbeirat der Schwarzburg- und Musterschule kam sie zur Kommunalpolitik. Seit 1968 war sie für die SPD aktiv, der sie bereits 1959 beigetreten war.  Von 1972 bis 1977 war sie die erste SPD-Fraktionsvorsitzende im Ortsbeirat Nordend. In ihrer langen Tätigkeit als Stadtverordnete (1977–1993, 1997–2004) und als ehrenamtliche Stadträtin (1993–1997) war sie Vorsitzende im Frauen-, Gesundheits- und Ältestenausschuss, stellvertretende Vorsitzende im Planungs- und Wahlvorbereitungsausschuss und Mitglied im Ausschuss für Umweltschutz und Stadtgrün sowie im Sozialausschuss.
Sie kämpfte vor allem für den Erhalt des Frauenausschusses, der sich für die Sicherheit der Frauen im Bereich des öffentlichen Nahverkehrs einsetzte. Einige Maßnahmen waren die Einführung eines Taxirufs aus den Bahnen, die Einrichtung eines Bus-Stopps zwischen den Haltestellen und die Verstärkung des Wachpersonals in der B-Ebene des Frankfurter Hauptbahnhofs. Von 1979 bis 1995 war sie Mitglied und Stellvertretende Vorsitzende des Unterbezirksvorstands der SPD Frankfurt und setzte sich in diesem Rahmen für die Belange von Ausländern und Migranten ein.
Am 13. April 1989 wurde sie als zweite Frau nach Frolinde Balser zur Stadtverordnetenvorsteherin gewählt. Sie trat bereits am 11. Oktober 1989 wieder zurück, nachdem sie als Vorsitzende des Bezirksverbands Hessen-Süd (1986–1989) und des Kreisverbands (1981–1989) der Arbeiterwohlfahrt in Verbindung mit umstrittenen Immobiliengeschäften des Bezirksverbands gebracht wurde. Sie begründete ihren Rücktritt mit dem Verlust des Vertrauens von Parlament und Öffentlichkeit. In der SPD-Chronik 50 Jahre Politik für Frankfurt am Main – SPD. 1946–1996 werden allerdings „persönliche Gründe“ für ihren Rücktritt angegeben. Nach ihrer Tätigkeit als Stadträtin wurde sie 1997 zur stellvertretenden Stadtverordnetenvorsteherin gewählt. Während ihrer aktiven Zeit als Kommunalpolitikerin war sie  Mitglied in mehreren Aufsichtsräten, darunter Saalbau GmbH, Alte Oper Frankfurt GmbH und Nassauische Heimstätte.
Ihr Nachlass befindet sich im Archiv des Instituts für Stadtgeschichte und im Archiv der Arbeiterwohlfahrt.